# Большой подземный бал
«Большой подземный бал» — советский кукольный мультфильм, который создал режиссёр Станислав Соколов по сказке Х. К. Андерсена «Холм лесных духов».

## Сюжет
Однажды лесной царь созвал на большой бал в своём подземном дворце традиционных героев скандинавского фольклора — фей и троллей. На фоне всеобщего праздника развивается лирическая история любви юной лесной феи, младшей дочери лесного царя, и тролля.

## Над фильмом работали
- Автор сценария — Виктор Славкин;
- Кинорежиссёр — Станислав Соколов;
- Художники-постановщики — Елена Ливанова, Лариса Зеневич;
- Кинооператор — Владимир Сидоров;
- Композитор — Шандор Каллош;
- Звукооператор — Владимир Кутузов;
- Монтажёр — Галина Филатова;
- Художники-мультипликаторы: Сергей Олифиренко, Наталия Дабижа, Вячеслав Шилобреев, Михаил Письман;
- Куклы и декорации изготовили: Олег Масаинов, Павел Гусев, Владимир Аббакумов, Михаил Колтунов, Виктор Гришин, Валерий Петров, Владимир Алисов, Наталия Барковская, Наталия Гринберг, Нина Молева, Марина Чеснокова, Анна Ветюкова, Лилианна Лютинская, Александр Максимов, Владимир Маслов, Александр Беляев, Николай Закляков, Николай Меньчуков, Владимир Конобеев;
- Редактор — Елена Никиткина;
- Директор съёмочной группы — Григорий Хмара.

## Переиздания на DVD
- Мультфильм выпускался на DVD в сборнике мультфильмов «Masters of Russian Animation Volume 4». Мультфильмы в сборнике: «Дверь» (1986), «Мальчик как мальчик» (1986), «Освобождённый Дон Кихот» (1987), «Мартынко» (1987), «Большой подземный бал» (1987), «Кот и клоун» (1988), «Келе» (1988), «Сон» (1988), «Второе Я» (1989), «Подружка» (1989), «Кважды ква» (1990), «Кот и Ко» (1990).[1]